# Östra Hargs kyrka
Östra Hargs kyrka är en kyrkobyggnad i Östra Hargs socken, Linköpings kommun i Östergötland. Den ligger 1,5 mil nordost om Linköping.

## Kyrkobyggnaden
Östra Hargs kyrka består av ett rektangulärt långhus med smalare absidförsett kor, sakristia i norr, vapenhus i söder och torn i väster. Den vitputsade stenkyrkan har rundbågiga fönster. Samtliga yttertak utgörs av sadeltak, förutom absiden som har kontak. Tornet kröns av en spira. Kyrkan har två ingångar i söder, belägna i tornet respektive vapenhuset. Av den äldsta romanska kyrkan från senare delen av 1100-talet återstår långhusets östra del samt kor med absid.

## Historik

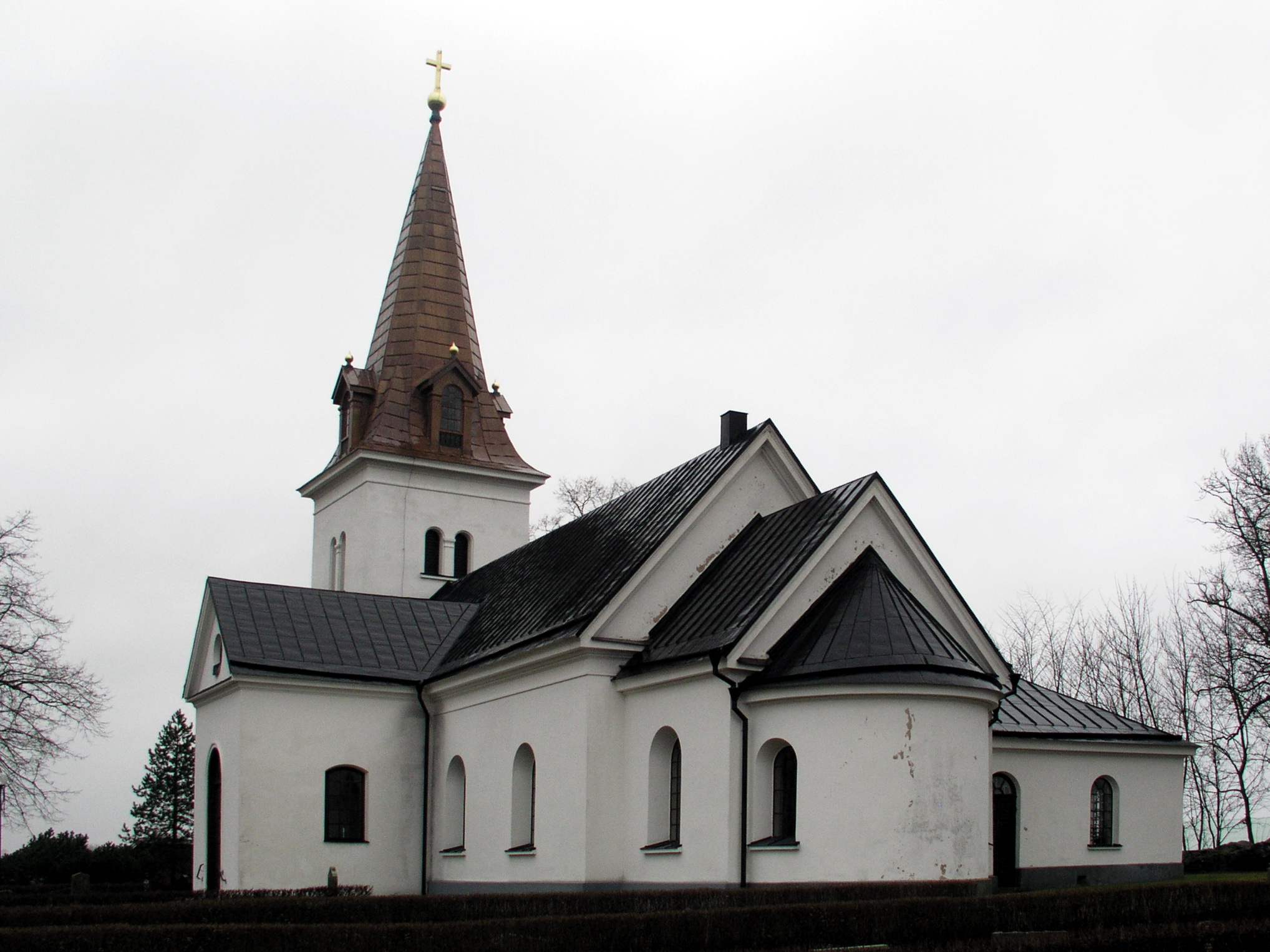
Östra Harg, kyrkan från öster

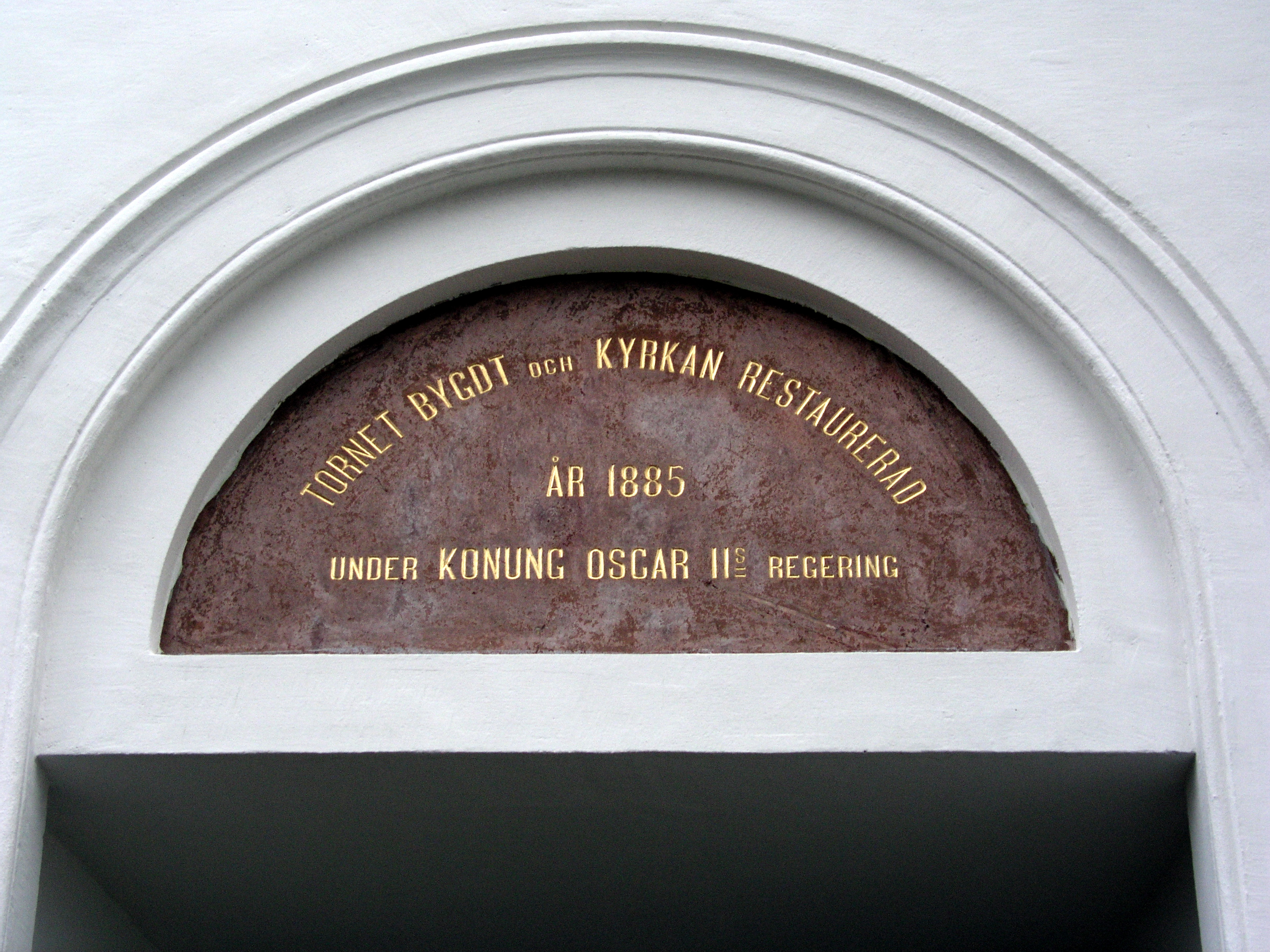
Östra Harg, västportalen

Kyrkan uppfördes under 1100-talets andra hälft; enligt tradition med användande av överblivna kalkstensrester från domkyrkobygget i Linköping. Under 1400-talet slogs tegelvalv i hela kyrkan. Sakristian tillkom ursprungligen under senmedeltiden och byggdes om och utvidgades 1726. Långhuset förlängdes 1751 åt väster av murmästarna Strobel och Nordberg, vilket medförde att ett trätorn över det medeltida långhusets västra del revs. För kyrkklockorna uppfördes en trästapel. Den nya delen av kyrkan försågs med ett trätunnvalv av ryttaren Nils Byring.
Enligt Carl Fredric Broocman fanns i koret ett altarskåp från ”påvetiden” med förgyllda skulpturer; överst i mitten Kristus på korset, nedanför Maria med den nyss nedtagne Jesus i knäet, till höger apostlarna Petrus, Jakob och Johannes, samt till vänster Matteus, Markus och Lukas. På den högra dörren fanns profeterna Jesajas, Jeremias, Hesekiel och Daniel, på den vänstra fyra okända figurer. Det medeltida altarskåpet försåldes efter det att altaret fått ett förgyllt kors, skänkt av kammarherren och greven Verner Detlof von Schwerin till minne av hans hustrus död 1787.
Den nutida kyrkan präglas till stor del av arkitekt Emil Viktor Langlets restaurering 1885. Då uppfördes tornet, vapenhuset och den nuvarande sakristian. Nya valv slogs i koret och i långhusets västra del, och 1400-talsvalven jämnades ut med puts för att likna de nya valven. Många äldre detaljer doldes därmed under putslagret. Vidare tillkom bl.a. den nuvarande bänkinredningen samt altarprydnaden, en gipskopia av Bertel Thorvaldsens staty Kristus. De två kyrkklockorna i klockstapeln flyttades nu upp i tornet.
I samband med en invändig restaurering 1925 utfördes dekorativa målningar i koret, absiden och vid triumfbågen av konstnären Yngve Lundström, Stockholm. Samtidigt målades den fasta inredningen om. En fullständig omputsning av exteriören gjordes 1961.

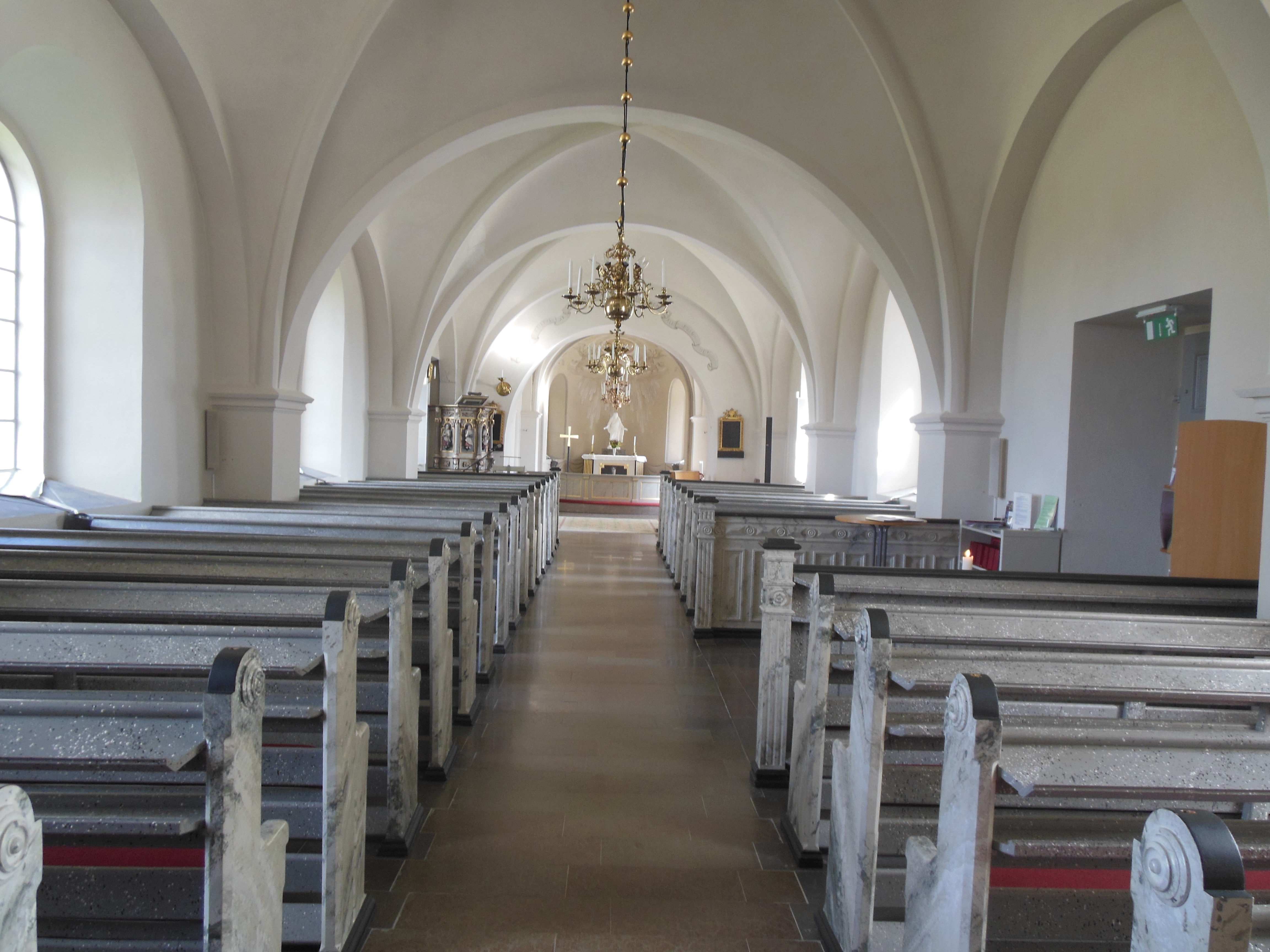
Interiören i Östra Hargs kyrka.

## Inventarier
- Altare från 1787 med gipskopia från 1885 av skulptören Bertel Thorvaldsens Kristus.
- Predikstol med snidade figurer av Kristus och evangelisterna, ursprungligen inköpt 1699 för 400 daler kopparmynt av en icke namngiven bildhuggare från Norrköping. Har senare restaurerats i flera omgångar, senast år 1925 av konstnären och restauratören Yngve Lundström. Predikstolens ljudtak togs bort 1885 och finns nu på vapenhusvinden.
- Dopfunt av kolmårdsmarmor från slutet av 1800-talet.
- Läktarorgel från 1886, av orgelbyggare Carl Elfström, Ljungby med fasad från 1786 av Pehr Schiörlin (se vidare nedan!).
- Ljuskronor och ljusstakar från 1600- & 1700-talen.
- Nattvardskalk, vars fot, handtag och nod är från medeltiden. På handtaget står: "Ave Maria gratia plena, Dominus tecum, benedicta tu in mulieribus, et benedictus fructus ventris tui. Jhe". Kalkens cuppa är förstorad 1787.
- Paten till ovannämnda kalk anskaffad 1744.
- Förgyllt altarkors, skänkt av kammarherre greve Verner Detlof von Schwerin, Idingstad. Förvaras på vapenhusvinden.
- Mässhake i svart sammet med guldgaloner och guldspetsar - tyvärr svårt skadad - skänkt 1768 av Mariana Burensköld.
- Porträtt av kyrkoherde Olof Rydbeck (1690-1762).
- Storklockan, gjuten 1577, sprack 1744 och göts om av Magnus Hultman, Norrköping.
- Lillklockan, gjuten 1842 av Mathias Rönnblom, Jönköping.

## Orglar

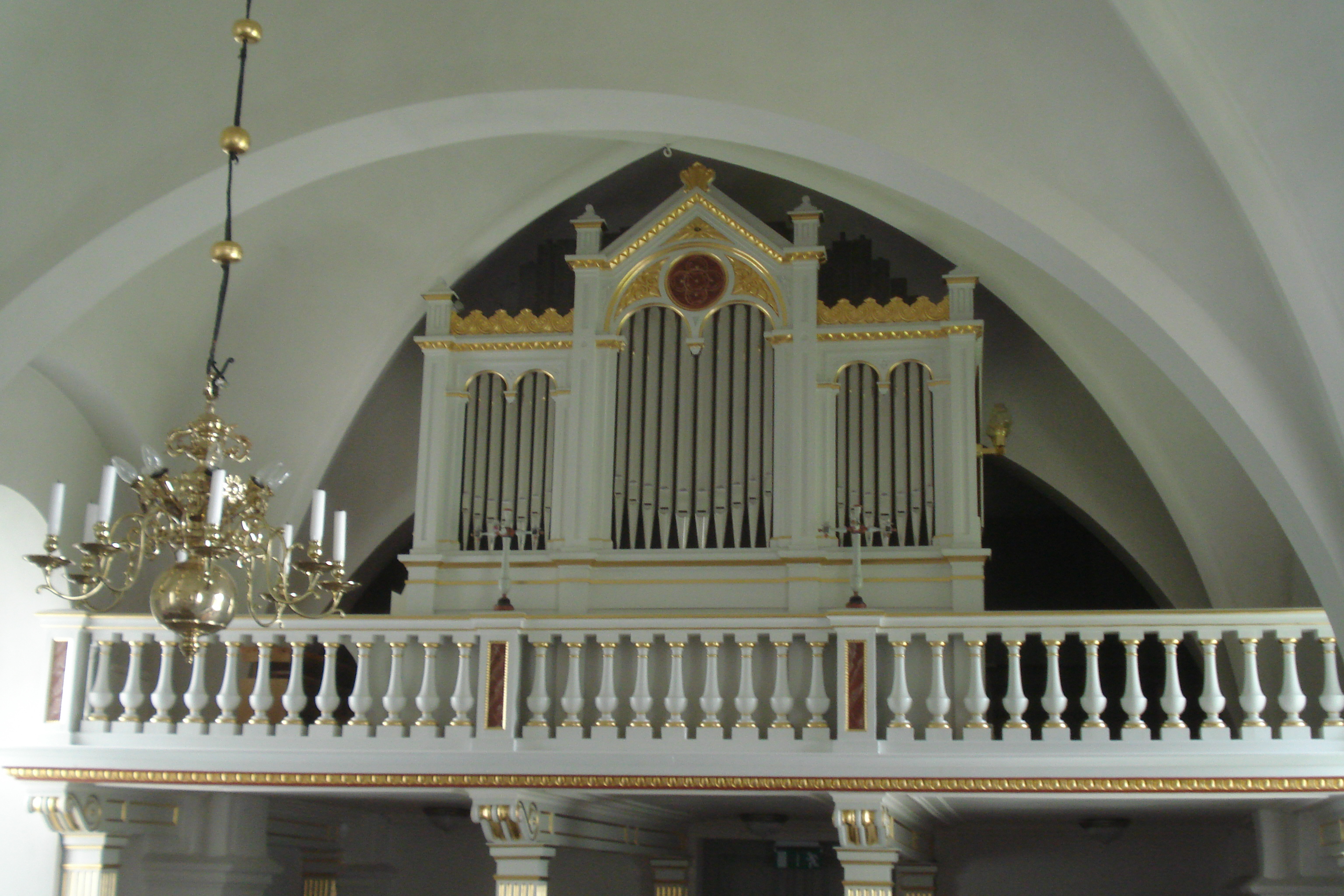
Läktarorgeln

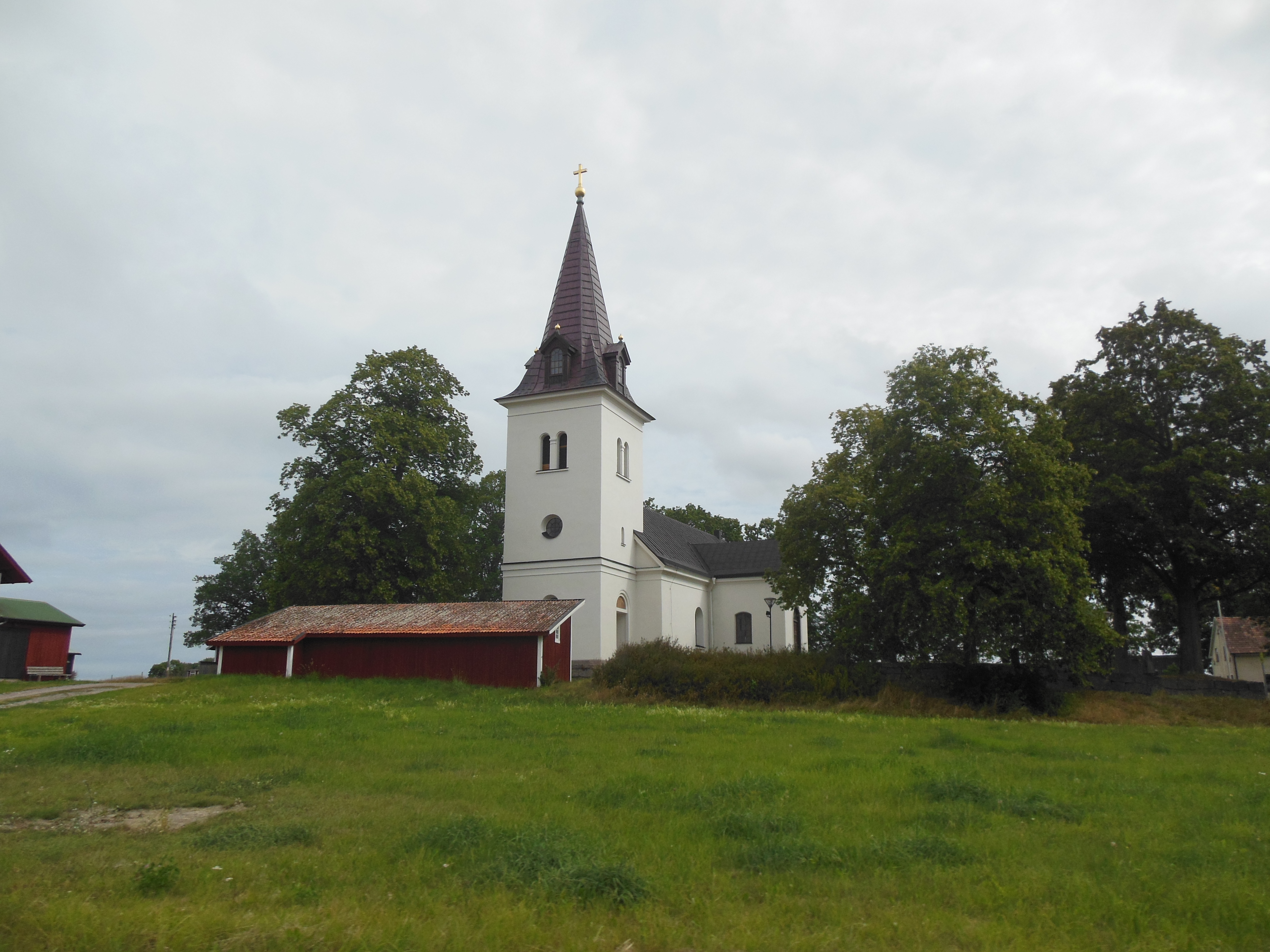
Östra Hargs kyrka, från vägen.

- Östra Hargs kyrka, Linköpings stift.Östra Hargs kyrka, från vägen.1712: Socknens organist och amatörorgelbyggare Carl Björling (orgelbyggare) (1686-1743), Östra Harg, bygger ett 4½-stämmigt orgelverk.[1]

| Manual       |
| Principal 4' |
| Gedackt 4’   |
| Oktava 2’    |
| Flöjt 2’     |
| Mixtur I     |

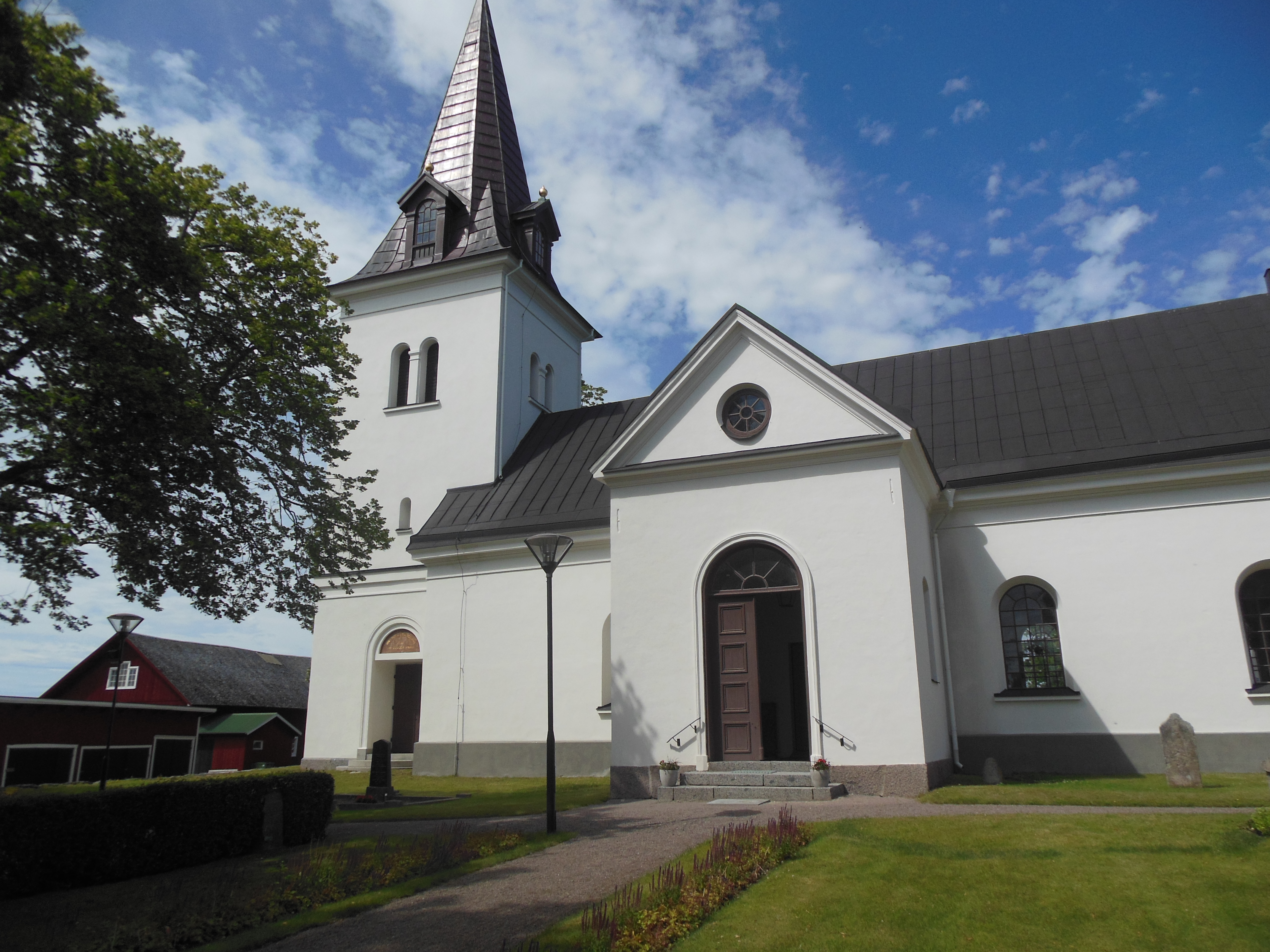
Östra Hargs kyrka, Linköpings stift.

- 1786: Pehr Schiörlin, Linköping, bygger en ny orgel.
- 1790: Fasaden förses med förgyllda ornament, snidade av bildhuggare Carl Fredrik Beurling, Norrköping.
- 1886: Orgelbyggare Carl Elfström, Ljungby, bygger en mekanisk enmanualig orgel med 7 manualstämmor och bihangspedal. En del av Beurlings ornament har bevarats.

Disposition:
| Manual         | Pedal   |
| Borduna 16’, B | bihängd |
| Principal 8’   |         |
| Salicional 8’  |         |
| Gedackt 8’     |         |
| Octava 4’      |         |
| Kvinta 2 2/3’  |         |
| Octava 2'      |         |

- 1965: Omdisponering av orgelbyggare Reinhard Kohlus som bland annat sätter in en Rörflöjt 4’.

Disposition:
| Manual           | Pedal   |
| Borduna 16’, B/D | bihängd |
| Principal 8’     |         |
| Gedackt 8’       |         |
| Salicional 8’    |         |
| Gamba 8’         |         |
| Octava 4’        |         |
| Rörflöjt 4’      |         |
| Octava 2'        |         |